# Shelly Bond
Shelly Bond, nata Shelly Roeberg (Reading, 25 settembre 1967), è una curatrice editoriale statunitense, nota per aver lavorato all'etichetta Vertigo della DC Comics, della quale è stata  executive editor dal 2013 al 2016, succedendo alla fondatrice Karen Berger.  In qualità di editor, ha curato le serie a fumetti Fables, Deadenders, iZombie e Lucifer. 
Nel 2017 fonda per IDW Publishing l'etichetta Black Crown, chiusa nel 2019.

## Biografia
Frequenta l'Ithaca College di New York, appassionandosi ai fumetti nel 1987 durante le lezioni di sceneggiatura, quando il suo insegnante mostra alla classe degli storyboard. Acquista quindi, su consiglio di William Dennis, futuro editor Vertigo, i suoi primi albi in una fumetteria di Ithaca: i numeri 16 e 17 della serie Grendel di Matt Wagner, all'epoca pubblicata da Comico Comics, che le mostrarono le potenzialità del medium fumetto.
Dopo il college, viene assunta nel 1989 come assistente editor della Comico fino al primo fallimento della casa editrice nel 1990. Qui lavora alla serie mai pubblicata Jaguar Stories, scritta da Steven T. Seagle e disegnata da Mike Allred, con i quali tornerà a collaborare in Vertigo sulle serie Sandman Mystery Theatre, House of Secrets, The Crusaders, American Virgin, iZombie e Vertical. 
Nel 1993, entra a far parte dello staff della Vertigo Comics un mese dopo la fondazione dell'etichetta, della quale diviene editor nel 1995. In questo periodo collabora con diversi autori della british invasion, tra cui Neil Gaiman e Grant Morrison, con i quali stringe amicizia e ne cura alcuni numeri delle serie Sandman e The Invisibles. Nello stesso periodo conosce il disegnatore Philip Bond, con il quale convola a nozze nel 2000. 
Nel 2013, complice l'allontanamento di Karen Berger dalla DC, Shelly Bond diviene executive editor dell'etichetta Vertigo. Sotto la sua direzione vengono pubblicate serie come Sheriff of Babylon di Tom King e Mitch Gerads, The Sandman: Overture di Neil Gaiman e J. H. Williams III, The Wake di Scott Snyder e Sean Gordon Murphy, Trillium di Jeff Lemire e The Twilight Children di Gilbert Hernandez e Darwyn Cooke. 
Nel 2014 collabora alla fondazione della linea DC Young Animal con Gerard Way, al quale propose nel 2006 di scrivere la serie Doom Patrol.
Nel 2016 DC Comics annuncia una totale ristrutturazione della linea Vertigo, che porta Shelly Bond ad abbandonare dopo 23 anni la casa editrice in favore di IDW Publishing, per la quale fonda nel 2017 la linea Black Crown. L'etichetta, dedicata a fumetti creator-owned, pubblica le serie Assassinistas di Tini Howard e Gilbert Hernandez, Kid Lobotomy di Peter Milligan e Tess Fowler, Lodger di David e Maria Lapham, e le antologie Black Crown Quarterly e Femme Magnifique, prima di chiudere nel 2019. Con la chiusura dell'etichetta, Bond comincia a lavorare come editor freelance, curando anche la serie Image Comics Bitter Root di Chuck Brown, David F. Walker e Sanford Greene, vincitrice nel 2020 dell'Eisner Award per la miglior serie.